# (7023) Heiankyo
(7023) Heiankyo ist ein Asteroid des Hauptgürtels, der am 25. Mai 1992 vom japanischen Astronomen Atsushi Sugie am Dynic-Observatorium (Sternwarten-Code 402) entdeckt wurde.
Der Asteroid wurde am 5. Januar 2015 nach Heian-kyō benannt, dem ursprünglichen Namen für die heutige Stadt Kyōto mit der Bedeutung „Kaiserliche Residenzstadt des Friedens und der Ruhe“, die von 794 bis 1868 Sitz des kaiserlichen Hofes und damit die Hauptstadt Japans war und der Heian-Zeit (794–1185) ihren Namen gab. Nach Kyōto war schon 1990 ein ebenfalls von Atsushi Sugie entdeckter Asteroid benannt worden: (4352) Kyoto.